# Despatx
Alguns estats utilitzen genèricament despatx per a denominar les comunicacions escrites intercanviades entre el seu Ministeri d'Afers Exteriors i les missions diplomàtiques i oficines consulars que en depenen. Es diferencien de les comunicacions telegràfiques pel seu contingut més prolix i detallat. Amb contingut en principi limitat, poden ser decisoris, descriptius, deliberatius, informatius, etc.
Malgrat això, alguns països limiten l'ús del terme exclusivament quan són trameses a partir d'una missió o d'una oficina consular, al ministeri d'afers exteriors.
La pràctica reconeix també molts altres usos del terme. Així, hi ha països que anomenen despatxos les notes diplomàtiques, i altres que reserven el terme per a les comunicacions telegràfiques intercanviades entre el ministeri d'afers exteriors i les seves respectives missions a l'étranger.